# Lijst van voetbalinterlands Azerbeidzjan - Montenegro (vrouwen)
Deze lijst van voetbalinterlands is een overzicht van alle officiële voetbalinterlands tussen de nationale vrouwenteams van Azerbeidzjan en Montenegro. De landen hebben tot nu toe zes keer tegen elkaar gespeeld.

## Wedstrijden
| № | Plaats    | Datum             | Competitie                          | Wedstrijd                 | Uitslag |
| - | --------- | ----------------- | ----------------------------------- | ------------------------- | ------- |
| 1 | Podgorica | 21 oktober 2021   | WK 2023 kwalificatie                | Montenegro − Azerbeidzjan | 2 − 0   |
| 2 | Bakoe     | 30 november 2021  | WK 2023 kwalificatie                | Azerbeidzjan − Montenegro | 1 − 0   |
| 3 | Podgorica | 26 september 2023 | UEFA Women's Nations League 2023/24 | Montenegro − Azerbeidzjan | 0 − 1   |
| 4 | Bakoe     | 31 oktober 2021   | UEFA Women's Nations League 2023/24 | Azerbeidzjan − Montenegro | 3 − 0   |
| 5 | Bakoe     | 21 februari 2025  | UEFA Women's Nations League 2025    | Azerbeidzjan − Montenegro | 0 − 0   |
| 6 | Nikšić    | 8 april 2025      | UEFA Women's Nations League 2025    | Montenegro − Azerbeidzjan | 1 − 1   |

## Samenvatting
| Competitie                  | Totaal gespeeld | Winst Azerbeidzjan | Gelijk | Winst Montenegro | Doelsaldo Azerbeidzjan – Montenegro |
| --------------------------- | --------------- | ------------------ | ------ | ---------------- | ----------------------------------- |
| WK-kwalificatie             | 2               | 1                  | 0      | 1                | 1 − 2                               |
| UEFA Women's Nations League | 4               | 2                  | 2      | 0                | 5 − 1                               |
| Totaal                      | 6               | 3                  | 2      | 1                | 6 − 3                               |